# Проект А
«Проект А» (иер. трад. A計劃, упр. A计划, кант.-рус.: А кай вак, англ. Project A) — гонконгский кинофильм 1983 года с участием Джеки Чана в главной роли.

## Сюжет
Гонконг начала XX века. Сержант Ма Юлун — сотрудник Морской Полиции Гонконга, задачей которого является борьба с пиратами, грабящими корабли на протяжении нескольких месяцев. Люди из полиции Гонконга и Морской Полиции затевают драку в баре. Вскоре после этого капитан Чхик передаёт всех матросов их командиру, и два корабля Морской Полиции взлетают на воздух.
Бандиты Чён Сам и Чау Винлин устраивают встречу в клубе, чтобы обсудить побег во Вьетнам. Уходя, Чён встречает одного из пиратов, и они вместе смеются над саботированием кораблей Морской Полиции. В ходе беседы пират сообщает, что его босс, Ло Сампау, хочет получить сотню полицейских винтовок.
Ма Юлун и его отряд вынуждены стать регулярными сотрудниками полиции Гонконга из-за нехватки кораблей у Морской Полиции. Они проходят тренировку с полицией под руководством племянника капитана Чхика Хун Тхиньчхи. После того, как в полицию поступает информация о том, что Чён Сам в клубе, Юлун и Тхиньчхи отправляются арестовать его, после чего вынуждены драться с бандитами. Устав от коррупции в полиции, Юлун выволакивает Сама. Юлун увольняется из полиции Гонконга.
Чёк Ятфэй встречает Юлуна на улице. В ходе беседы Ятфэй рассказывает, что кто-то в полиции продаёт винтовки. Ятфэй утверждает, что всё, что ему нужно, это оружие, и Юлун может схватить предателя. Ночью они срывают оружейную сделку между армией и капитаном полиции. Столкнув всех в воду и убежав с оружием, Ятфэй прячет винтовки и помечает их красным флажком. Позже он пытается продать оружие бандитам и пиратам, но Юлун вмешивается, переставляя флажки на другие позиции.
Сорвав план Ятфэя по продаже оружия, Юлун разговаривает с дочерью адмирала Винни. Он узнаёт, что капитан не причастен к передаче винтовок Сампау: он купил винтовки у армии, чтобы вооружить своих людей. Подслушав, Ятфэй ссорится с Юлуном. Нагрянули бандиты, поэтому Ятфэй говорит им, что Юлун виноват в исчезновении винтовок. Юлун сбегает c Винни. Полиция арестовывает Юлуна, но потом освобождает, поймав бандитов.
После потери винтовок пираты берут людей в заложники на корабле, включая контр-адмирала. Полковник разговаривает с Чау Винлином, которых подслушивает Юлун. Винлин предлагает обменять заложников на оружие. Винлин говорит полковнику, что это «значительно ускорит дело», и полковник даёт своё согласие. После ухода Винлина Юлун уверяет полковника, что бандиты и пираты никогда не будут бояться закона, если полиция коррумпирована. Согласившись на то, что Юлун возьмёт на себя всю ответственность за миссию по спасению заложников, полковник восстанавливает Морскую Полицию.
Винлина берёт полиция; его бьют, пока он не говорит Юлуну и Тхиньчхи, как добраться до Сампау. Юлун, выдавая себя за Винлина, попадает на борт корабля, в укрытие Сампау. Ятфэй пробирается на борт и притворяется пиратом. После долгой работы под прикрытием прибывает подкрепление, и в пиратском логове начинается драка. Юлун, Тхиньчхи и Ятфэй вступают в рукопашную с Сампау, в конце концов убивают главаря гранатой.

## В ролях
- Джеки Чан — Дракон Ма Юлун, сержант Морской Полиции
- Саммо Хун — Чёк Ятфэй
- Юань Бяо — инспектор Хун Тхиньчхи
- Дик Вэй — Ло Сампау, главарь пиратов
- Вон Маньин[кит.] — Винни Чхик
- Тхай Поу[кит.] — полицейский береговой охраны
- Марс — полицейский береговой охраны
- Куань Хойсань[кит.] — капитан Чхик
- Лау Хаксюнь[кит.] — лейтенант Сэк
- Вон Вай[кит.] — Чау Винлин
- Лэй Хойсан[кит.] — Лэй Чхокау
- Хонь Исан[кит.] — Чён Сам

## Восприятие
Проект А в целом был тепло встречен кинокритиками. В своём ежегодном сборнике с рецензиями Leonard Maltin's Movie Guide, Леонард Малтин оценил фильм в 3 звезды из 4. Фильм получил высокую оценку от газеты Los Angeles Times.
На сайте Rotten Tomatoes фильм имеет рейтинг 82 % на основании 11 рецензий и оценку 6,8 балла из 10.

## Награды и номинации
| Категория           | Лауреат   | Результат |
| ------------------- | --------- | --------- |
| Лучшая мужская роль | Джеки Чан | Номинация |
| Лучший монтаж       | Питер Чён | Номинация |

| Категория           | Лауреат                          | Результат |
| ------------------- | -------------------------------- | --------- |
| Лучшая мужская роль | Джеки Чан                        | Номинация |
| Лучшая хореография  | Ассоциация каскадёров Джеки Чана | Победа    |